# Machimus schuezi
Machimus schuezi är en tvåvingeart som beskrevs av Lindner 1961. Machimus schuezi ingår i släktet Machimus och familjen rovflugor.
Artens utbredningsområde är Tanzania. Inga underarter finns listade i Catalogue of Life.